# Gare de Tanger-Morora
La gare de Tanger-Morora est située dans la banlieue sud de la ville marocaine de Tanger. Il est possible de rejoindre le centre-ville à partir de la gare, par la voie rapide Tanger – Tétouan (N2).
Depuis le 16 septembre 2018, l'activité de cette gare a été transférée en gare de Tanger-Ville par l'Office national des chemins de fer (ONCF), en raison des conséquences sur le bâtiment voyageurs du prolongement d'une voie de l'atelier de maintenance situé à proximité.